# Water Polo Clubs Tour Series
Water Polo Clubs Tour Series ili Water Polo Tour Series, skraćeno WP Clubs Tour Series ili WP Tour Series
Prva sezona natjecanja bila je 2022./23.
Ligu su osnovali EVK Žaibas, KVP Nováky i Dynamo Lviv.
Prve utakmice prvog izdanja regionalne lige odigrane su 9., 10. i 11. prosinca 2022.

## Popis klubova koji su sudjelovali (2022./23. – 2023./24.)
U zagradi je godina prvog sudjelovanja.
Poredani abecedno prvo po sjedištu kluba pa zatim po nazivu, preskačući oznaku vrste kluba.
ugašeni klubovi
Napomena: U izvorima se neki klubovi navode pod različitim nazivima ili inačicama naziva - ovdje su navedeni svi takvi nazivi.
?? (nejasnoće) - pogledati stranicu Razgovora
Češka
- Češka reprezentacija (2022./23.)
- Asten Johnson Fezko Strakonice / AJ Strakonice, Strakonice (2023./24. ??)

Litva
- EVK Žaibas / VK Žaibas Elektrėnai / EVK Žaibas Vilnius, Elektrėnai (2022./23.)

Poljska
- WTS Poloniya Bytom / Job Center Mega-Invest Poland Bytom, Bytom (2022./23.)
- ŁSTW Łódź / ŁSTW Politechnika Łódź, Łódź (2022./23. ??)
- UKS Neptun Łódź, Łódź (2022./23. ??)

Slovačka
- Slovačka reprezentacija (Selekcija igrača slovačke lige[11]) (2022./23. ↓22/23, 2023./24.)
- ŠK Hornets Košice, Košice (2022./23. ??)
- KVP Nováky, Nováky (2022./23.)

Ukrajina
- VK Dynamo Lviv, Lviv (2022./23.)

## Izdanja
Kazalo
* U zagradi je broj klubova, odnosno država, koji je inicijalno trebao sudjelovati u Ligi; izbačeni ili odustali.
| Godina    | Broj * država | Broj * klubova | Broj turnira | Prvaci                              | #2                                  | #3                                   | #4                                    | Ref                                                                                               |
| --------- | ------------- | -------------- | ------------ | ----------------------------------- | ----------------------------------- | ------------------------------------ | ------------------------------------- | ------------------------------------------------------------------------------------------------- |
| 2023./24. | 5             | 6              |              | [?–?–?]                             | [?–?–?]                             | [?–?–?]                              | [?–?–?]                               | [ 12 ] [ 13 ]                                                                                     |
| 2022./23. | 5             | 6 ↓22/23       |              | EVK Žaibas [?–?–0] ([?–?–?] ↓22/23) | KVP Nováky [?–?–?] ([?–?–?] ↓22/23) | Dynamo Lviv [?–?–?] ([?–?–?] ↓22/23) | WTS Poloniya [?–?–?] ([?–?–?] ↓22/23) | [ 14 ] [ 15 ] [ 16 ] [ 17 ] [ 18 ] [ 19 ] [ 20 ] [ 21 ] [ 22 ] [ 23 ] [ 24 ] [ 25 ] [ 26 ] [ 27 ] |

↑22/23  WTS Polonia Bytom (Juniori) zamijenili su Češku reprezentaciju, koja nije mogla nastupiti, na 4. turniru i rezultati zamjenske ekipe nisu se brojali u ukupnu klasifikaciju, odnosno tretirani su kao prijateljske utakmice. Slovačka reprezentacija zamijenila je ŁSTW Łódz, koji nije mogao nastupiti, na 5. i 6. turniru i rezultati zamjenske ekipe nisu se brojali u ukupnu klasifikaciju, odnosno tretirani su kao prijateljske utakmice.

### Vječna ljestvica
zaključno sa izdanjem 2023./24. 
| Nepoznata kratica »« | Klub       | Sjedište   | Prvak | Drugi | TOP4 | Ostali nazivi; Napomene |
| -------------------- | ---------- | ---------- | ----- | ----- | ---- | ----------------------- |
|                      | EVK Žaibas | Elektrėnai |       |       |      |                         |
|                      | KVP Nováky | Nováky     |       |       |      |                         |

## Nagrade
| Sezona    | MVP | Najbolji strijelac |
| --------- | --- | ------------------ |
| 2024./25. | ()  | ()                 |
| 2023./24. | ()  | ()                 |
| 2022./23. | ()  | ()                 |

## Vanjske poveznice
- WP Tour Series